# Сајам књига у Хонг Конгу
Сајам књига у Хонг Конгу (кин: 香港書展) сајам је књига организован од стране Савета за развој трговине Хонг Конг, и одржава се сваке године (обично средином јула) у Конгресном и изложбеном центру Хонг Конга. Његов основни циљ је пружање могућности издавачима, ауторима, књижарима, библиотекарима, дистрибутерима књига, компанијама за мултимедију и другим актерима, да успоставе контакте, размене искуства, склопе пословне договоре и остваре друге видове пословне и културне сарадње.
Први Сајам Књига у Хонг Конгу одржан је 1990. године, и ове године ће бити његова 30. година одржавања. Сајам представља један од значајнијих догађаја у Хонгконг-у и број посетиоца се сваке године повећава.

## Историјат

### Оснивање
Организован од стране Савета за развој трговине Хонг Конг (пре првог „официјелног” Сајма књига) издавачи Хонг Конга су у градској хали одржали сајам књига. 1989. године након изградње Конгресног и изложбеног центра Хонг Конга, Савет за развој трговине Хонг Конга се активније укључио у организацију и финансирање Сајма.

### Сајам 1990. године
Одржан је први „званични” Сајам књига у Хонг Конгу који је трајао четири дана и имао 149 излагача. Улаз је био слободан и број посетиоца је било до 20 милиона.

### Сајам 2003.
На Сајму је уведен „Павиљон Уметности” где су се љубитељи уметности могли придружити радионицама мултимедијалне драме, литографије, рукотворина, и кинеске опере. Одржани су семинари на тему развоја филмске индустрије, традиционалне архитектуре и стрипова.

### Сајам 2004.
Сајам одржан од 21. до 26. јула, са до тада највећим бројем излагача, укупно 325. Број посетилаца је износио око 400,000.

### Сајам 2005.
Сајам Књига у Хонг Конгу је први пут сарађивао са часописом Asia Week и тада су сајму присуствовали познати писци међу којима су били Професор Лонг Јингтаи, Џанг Јихе, Нанфанг Шуо, Су Тонг и Чен Куан, који су се сусрели са читаоцима. Број посетиоца је био око 640,000.

### Сајам 2008.
Ове године Сајам је одржан под темом „Читање о свету”. Исте године одржане су и Олимпијске игре у Пекингу, па је основана изложба „Олимпијских књига” на којој је било преко 50 књига о Олимпијским играма и спорту.

### Сајам 2010.
Тема овогодишњег сајма била је „Зелена књига”. Отворена је нова „Е-књиге и дигитално издаваштво” соба, у којој су 20 излагача информисали посетиоце о најновијим е-књигама и дигиталним средствима за читање. У соби се такође налазио простор за „интерактивно дигитално читање” где су посетиоци могли да рукују дигиталним читачима књига, као и да виде додатне информације о е-књигама. Основана је и „Енглески свет” секција, где су посетиоци могли да се распитају о најновијим књигама на енглеском, е-књигама, дигиталним публикацијама, као и разним едукационим књигама и софтерима за учење енглеског језика.

### Сајам 2014.
Сајам Књига у Хонг Конгу 2014. године је први пут прешао број од милион посетилаца. На Сајму је било 570 излагача из преко 31 земље, а разним семинарима, читалачким вечерима и промоцијама нових књига присуствовало је око 300 говорника. Као додатак самом Сајму, у току је био фестивал „Културолошког Јула” који је подразумевао одржавање преко 500 културолошких догађаја широм Хонг Конга, који су привукли 250,000 посетилаца.
Истраживање спроведено на самом Сајму утврдило је да су посетиоци који нису дошли из Хонг Конга чинили 12 % укупног броја посетилаца Сајма. По овом податку се процењује да је око 120,000 посетиоца дошло из градова ван Хонг Конга. Осим посетиоца из Кине, Макауа и Тајвана, било је и посетиоца из Сингапура, Сједињених Америчких Држава, Велике Британије, Кореје, и других. Преко педесет посто ових посетиоца изјавило је да је главни разлог њихове посете сам Сајам књига.
Четири специјалне изложбе биле су изложене у Галерији Уметности између којих је била „Прича о Хонг Конгу: Век Књига” која је привукла велики број посетилаца. Тема „традиционалних књижара” омогућила је посетиоцима да уживају у мануелном тражењу књига. Посетиоци су такође могли да израде сопствене сувенире од дрвета, у зони „штампања у дрвету”. Остале изложбе „Аутор године — Дунг Каи Чеунг” , „Литература у Хонг Конгу” и „Путовање у Фуђен” су такође показали велику заинтересованост од стране читалаца.
Савет за развој трговине Хонг Конг поново је позвао велики број аутора из Кине али и из Француске, Јапана, Тајвана, Велике Британије и Сједињених Америчких држава како би говорили на Сајму Књига и разговарали са читаоцима. Угледни аутори из Тајвана Ли Ао и његов син Ли Кан, ауторка „Цвећа Рата” Гелинг Јан су причали на семинарима.

### Сајам 2016.
Одржан под темом „Литература Кинеских борилачких вештина” Сајам Књига у Хонг Конгу је трећи пут за редом прешао милион посетилаца. Они су осим што су имали прилику да купе књиге од преко 640 излагача, имали прилику да поново слушају семинаре који су држали њихови омиљени аутори, међу којима су били семинари Је Јонг Лијеа, Цао Вен Хуана, Лунг Јинг Таиа, Сиси Чена, Ма Ка Фаија, Чуа Лама и Јаспера Цанга, као и јавни отворени Енглески форум одржан од стране Давида Танга.
У Галерији Уметности посетиоци су могли да пристуствују демонстрацијама борилачких вештина као и традиционалној игри и песми из Шансија и Индије. Под кампањом „Културолошког Јула” одржано је 260 догађаја широм Хонг Конга чији су задаци били промовисање уживања у читању, култури и уметности јавности Хонг Конга. Ови догађаји су укупно привукли око 300,000. посетилаца.
Изложбе „Литература Кинеских борилачких вештина” и „Гиганти Литературе — Јин Јонг и Луис Ча” су изложене у Галерији Уметности и ту су посетиоци могли да виде рукописе, оригинална издања, стрипове и филмове који су адаптирани на основу познатих књига о борилачким вештинама. Тројица остварених аутора из области литературе борилачких вештина Вун Оен, Јозев Лау и Џенг Фенг сусрели су се са читаоцима на сајму и причали о инспирацијама њихових прича, као и о развоју литературе о борилачким вештинама.

### Сајам 2017.
Због тајфуна који је задесио Хонг Конг уочи одржавања 28. Сајма Књига, то није спречио број посетилаца да опет достигне милион. Тема овог Сајма била је „Путовање” и читаоци су показали велико интересовање за књиге уско повезане са темом Сајма. Кроз цео комплекс била су означена места где су посетиоци могли да одложе више не коришћене књиге, које су биле прослеђене добротворним организацијама. Велики контењери за рециклирање су такође били постављени, и посетиоци су били у могућности да рециклирају папир и остале материјале.

### Сајам 2018.
Тема Сајма књига у Хонг Конгу 2018. године била је „Љубавна Литература”. Сајму је присуствовало 680 излагача из преко 39 земаља. У Галерији Уметности била је изложена „Љубав између редова” зона, где су се читаоци упознали са 10 аутора љубавне литературе, између осталих: Елиен Чанг, Сју Шу, Ји Да, Јунис Лам, Зита Ло, Лам Винг Сум, Сирена Ченг и Тин Хонг.
Посетиоци су такође могли да обиђу „Галерију Пута Свиле” где су могли да виде разне фотографије Пута Свиле, и тако искусе културу и трансформацију једног од најважнијих путева историје.
„Путовање у Џеђианг” била је зона где су посетиоци могли да се упознају са провинцијом Џеђианг, као „домом свиле”.
Зона „Драгуљ Кинеске културе — Кантонска Опера” је била место где су били изложени важни журнали Кантонске опере, промоциони памфлети, улазнице, костими…

### Сајам 2019.
Тридесети Сајам Књига у Хонг Конгу биће одржан од 17. до 23. јула, под темом „Читајући Свет”.